# Dai Buell
Dai Buell (Fort Wayne, Indiana, 11 de desembre, 1892 - 9 de juliol, 1939) va ser una pianista i professora nord-americana. El 1921 va fer els primers concerts de piano escoltats per l'audiència de la ràdio i el 1931 va fer el primer concert a la televisió.

## Infància i joventut
Dai Buell es va criar a Logansport. a història dels seus primers anys de vida és un "exemple del valor de la confiança en si mateixa, combinat amb l'esforç i l'arrel per donar-hi suport". Ella venia d'uns inicis humils i "les lliçons eren un problema, però res la desanimava", i es va pagar a través de les classes de música ensenyant una classe pròpia des dels 14 anys.
Va estudiar piano a Boston amb Carl Baermann (fill del compositor) i Antoinette Szumowska, i va debutar professionalment el gener de 1916 al "Steinert Hall", Boston. Els debuts a Nova York i Chicago van seguir a principis de 1917. Va fer giras per Europa, donant recitals a Londres, París i ciutats d'Alemanya, Àustria i Holanda. Va aparèixer com a solista amb l'orquestra simfònica de Boston a Boston diverses vegades, inclòs el 1928 del "Concert en fa menor" de Chopin amb Serge Koussevitzky dirigint.
Mentre estava a França per estudiar composició francesa moderna, la Dai Buell col·laborava freqüentment en revistes musicals i donava recitals a França. Als Estats Units, els seus recitals eren obres de compositors representatius de diferents períodes musicals que ella va comentar i analitzar. Va estar activa al Club Cromàtic. Els seus anuncis de recitals enumeraven l'ús del piano Mason & Hamlin i la seva gravació per Ampico i Duo-Art Rolls. Com a membre actiu del "MacDowell Club", els seus estudiants de piano avançats van ser presentats en recitals setmanals al seu bungalow Aloha, el William L. Church House de Newton Center, MA en benefici del club.

## Carrera
Dai Buell va ser una concertista de pianista activa a Boston i Nova York, amb gires a l'estranger durant la dècada de 1920. També va donar conferències i va escriure sobre música, i va ensenyar piano. "És imaginativa i posseeix una tècnica ben desenvolupada, especialment en passatges florits", va assenyalar un dels primers crítics de Buell, i va afegir: "La seva presència escènica és totalment encantadora". Boston i la Lliga de Consumidors de Massachusetts.

Va predir que la ràdio era essencial per al creixement i l'apreciació pública dels clàssics. Va instar els músics a afrontar els canvis de la tècnica escènica de concerts a la de la ràdio. El 2 de novembre de 1921, a l'estudi de l'"American Radio & Research Corporation" (AMRAD) a Medford Hillside, a Massachusetts, Dai Buell va donar un recital de piano a l'estació "Amrad IXE" (Ne5V England sobre Station WGX) que es va emetre per ràdio, "el primer recital de piano sense fil que el món, o almenys una bona part d'ell, ha sentit mai", segons el "Musical Courier". El públic que escoltava el públic més gran va ser el temps estimat en més de 35.000 persones i es podia escoltar des de la costa a la costa del Canadà fins a Texas. Ella esperava que l'emissió de ràdio fos
| « | "un programa seriós amb comentaris per estimular els no iniciats en les belleses de la música i és una perspectiva agradable pensar que en el futur potser les gires d'un artista es poden fer des de la seva pròpia sala de música". | » |

Unes setmanes més tard va fer una actuació amb les joves germanes Braggiotti ballant mentre ella tocava.
El 1924 les seves interpretacions de diverses peces van ser capturades en rotlles de piano, i encara es poden escoltar avui dia. El primer enregistrament de Dai Buell, a "THE AMPICO", va ser "Toccata" de Paradies. Hi ha una discussió sobre la seva discografia. El 2 d'octubre de 1931 va donar una emissió d'època del primer concert complet del món per televisió. Va ser una funció per demostrar el poder de la televisió. Les transmissions van ser de "Shortwave and Television Laboratories" de Boston, Brookline Ave, Eoston, MA. El so va ser transmès per "Station WIXAU" i les imatges van ser transmeses també per "Station WIXAV".

Quan se li va preguntar sobre les seves ambicions de carrera, va respondre:
| « | "Espero tocar el piano tan bé com per atraure un gran públic. La meva ambició és ampliar l'atractiu del pianoforte per al públic nord-americà". | » |

## El Bungalow Aloha
La seva casa a Newton Centre, Massachusetts, anomenada "Aloha Bungalow", al 145 Warren St, va ser construïda a mida per a ella pel seu oncle, un destacat enginyer William L. Church House. La casa va ser dissenyada perquè ella pogués viure "la vida bella" ja que estava convençuda que per treure el màxim profit a un regal artístic, la vida quotidiana de l'artista s'havia de plantejar per sobre. La casa es va construir amb un estudi de música insonoritzat i una petita galeria d'art.
Les parets, terres i sostres es van aïllar amb algues per a l'aïllament acústic i sonor. Comptava amb un estudi de música que estava "tan enginyosament construït que es pot tocar al piano i encara no s'escolta en altres parts de la casa". Es va anomenar la "sala de música sense so" en diversos articles. El centre de la casa comptava amb una sala de música amb un terra enfonsat que li donava una alçada de 27 peus, formant una galeria coberta a 14 peus per sobre del pis que s'utilitzava durant els concerts musicals setmanals celebrats a l'Aloha Bungalow.
La seva casa es va fer coneguda en els cercles musicals i va aparèixer als anuncis de Steinway Pianos, inclosos els programes de concerts de l'Orquestra Simfònica de Boston, Temporada 57,1937-1938. L'anunci deia "Steinway, l'instrument dels immortals. utilitzat exclusivament per DAI BUELL...a ALOHA BUNGALOW en un programa SCHUMANN els dies 15 i 16 de març i en un programa de BACH i ALGUNS ALTRES MODERNS els dies 12 i 13 d'abril, a ALOHA BUNGALOW.

## Vida personal
Dai Buell es va casar amb l'home de la Marina, Audley Earl Greenidge durant la Primera Guerra Mundial, però la seva unió va ser un secret fins a 1924. Va morir sobtadament el 1939 de problemes cardíacs.

## Dies de maig
Celebrava celebracions anuals del Primer de Maig a l'"Aloha Bungalow" al 145 Warren Street, Newton Centre, que segons un diari local eren "aquells deliciosos "Dies de maig" que durant molts anys van ser una tradició en els cercles musicals".
Anualment, l'1 de maig, mantenia les portes obertes i organitzava un programa de ball i música que durava fins ben entrada la nit. Quan era una nena molt jove, va dedicar aquest dia als seus amics i va mantenir la pràctica tret que fora a les gires de concerts. L'esdeveniment del Primer de Maig va incloure "danses populars tradicionals i un ball de pal de maig seguit de diverses seleccions musicals d'artistes de distinció"

## La seva campanya per a les carreres de dones casades
Es va casar amb Audley Earl Greenridge el 1918, però va mantenir el seu secret durant sis anys, ja que ell era un ensenya a la Marina. Va poder "mirar enrere aquests sis anys de privadesa amb una satisfacció infinita" i va retreure fermament el públic que trobava menys atractiva la música d'una pianista casada. Va afirmar que "les oportunitats d'èxit" eren menys per a les dones casades i va remarcar que bé- els artistes d'èxit coneguts tendien a casar-se "després que l'èxit fos el seu". Va reconèixer que el públic no "dona un rap" tant si un artista jove està casat com si no. Va fer campanya contra "una actitud heretada que ha vingut al llarg dels segles" i 
| « | "va cantar alegrement, he demostrat que és absurd... Espero que aprenguin que el matrimoni afegeix més que no disminueix els poders d'un artista". | » |

En un Boston Globe. article de 1924.